# Diecezja Massa Carrara-Pontremoli
Diecezja Massa Carrara-Pontremoli – łac. Dioecesis Massensis-Apuana – diecezja Kościoła rzymskokatolickiego we Włoszech, w metropolii Pizy, w regionie kościelnym Toskania.
Diecezja Massa Carrara została erygowana 18 lutego 1822. 23 lutego 1988 została połączona z diecezją Pontremoli.